# Ramnete
Ramnete, a volte tradotto anche con la forma Rannete (in latino Rhamnes), è un personaggio della mitologia romana, sovrano di un'imprecisata città italica, presente tra l'altro nel nono libro dell'Eneide di Virgilio.

## Il mito

### Il ritratto
Figura di re e augure insieme, dotato dunque di virtù profetiche, Ramnete compare nella guerra contro i Troiani di Enea, al fianco del coetaneo Turno, il giovane sovrano dei Rutuli, cui è legato da un rapporto di grande amicizia. Partecipa ai fatti d'arme con tre servi al seguito, poco più che ragazzi. 

### La morte
Ramnete è tra i quattordici giovani condottieri scelti da Turno per l'assedio notturno al campo troiano. Il suo destino si compie proprio in quest'occasione: nonostante l'arte augurale, egli si rivela incapace di prevedere la propria fine violenta. Mentre russa affannosamente su un cumulo di tappeti viene infatti aggredito dal giovane troiano Niso, che insieme all'amico Eurialo è penetrato furtivamente nell'accampamento dei Rutuli; Niso colpisce con la spada Ramnete alla gola provocandone la morte, quindi allo stesso modo uccide i suoi servi lì accanto distesi imprudentemente in mezzo alle armi, nonché lo scudiero e l'auriga di un altro giovane condottiero, Remo (che invece subirà la decapitazione, assieme ad alcuni suoi guerrieri):
 " Sic memorat vocemque premit; simul ense superbum

Rhamnetem adgreditur, qui forte tapetibus altis

Extructus toto proflabat pectore somnum,

Rex idem et regi Turno gratissimus augur,

Sed non augurio potuit depellere pestem.

Tris iuxta famulos temere inter tela iacentis 

Armigerumque Remi premit aurigamque sub ipsis

Nanctus equis ferroque secat pendentia colla " 
( Publio Virgilio Marone, Eneide, vv.324-331).
 "  Così dice, e frena la voce: ed ecco di spada il superbo

 Ramnete colpisce, che appunto, su molti tappeti 

 disteso, sonno a pieni polmoni sbuffava:

 e questi era augure e re, e al re Turno carissimo,

 ma non poté con l'augurio stornare da sé la rovina.

 Tre servi vicino, a caso sdraiati fra l'armi,

 e lo scudiero di Remo uccide, e l'auriga, trovato 

 là sotto i cavalli; col ferro il collo riverso ne squarcia. " 
(traduzione di Rosa Calzecchi Onesti)
Prima di uscire dal campo nemico, Eurialo s'impadronisce delle preziose falere portate da Ramnete; secondo il testo virgiliano, durante un conflitto precedente il sovrano italico aveva spogliato di esse un guerriero tiburtino da lui ucciso, nipote di un certo Remulo. La morte di Ramnete verrà scoperta solo dopo quella di Eurialo e Niso.
 " Né minor pianto nel campo, come scopron Ramnete

svenato, e tanti forti periti in un'unica strage,

e Numa e Serrano... " 
(traduzione di Rosa Calzecchi Onesti)

## Interpretazione dell'episodio e realtà storica
" Detto questo, inghiotte la voce, e mulinando la spada

 si avventa addosso al superbo Ramnete, che su una catasta

 di tappeti stava sfiatando il sonno a tutti polmoni:

 augure prediletto da Re Turno e, a sua volta, re,

 non seppe però vaticinarsi la morte e stornarla. 

 Vicino, Niso gli sgozza tre servi stravaccati 

 fra le lance; e lo scudiero di Remo, e l'auriga scovato

 sotto i cavalli  " 
(traduzione di Vittorio Sermonti)
Orgoglioso condottiero amante del fasto oltre che pessimo vaticinatore, Ramnete diventa oggetto del dileggio di Virgilio, che gli riconosce tuttavia il valore militare (dimostrato nella guerra contro i tiburtini) e soprattutto il sincero attaccamento a Turno e alla sua causa; la grande costernazione che la morte di Ramnete suscita tra i Rutuli depone anch'essa per un riconoscimento di qualità positive, mancanti invece in Tolumnio, colui che sarà designato quale nuovo augure dell'esercito italico. L'amicizia fraterna dei due sovrani è evidenziata dalla presenza, in uno stesso verso, dei termini rex e regi riferiti rispettivamente a Ramnete e a Turno. In quanto all'epiteto 'superbo', è da osservare che nel poema  non viene definito tale solo Ramnete, ma anche Turno quando sottrae il balteo all'ucciso Pallante per appropriarsene e metterlo in bella mostra; memore di quel che gli aveva detto l'anima di suo padre Anchise (" Parcere subiectis et debellare superbos ", libro sesto del poema), Enea non risparmierà Turno dopo averlo sconfitto. Anche se la superbia in Ramnete e Turno non è sinonimo di tracotanza innata, di senso d'onnipotenza (di cui sono invece portatori altri nemici di Enea, tra cui Mezenzio, Tarquito e Numano, cognato di Turno), ma essenzialmente una vanità che trae origine da stimoli legati al possesso: esibire i tappeti, ostentare un balteo. La totale assenza di qualsiasi forma di superbia è ciò che rende Enea diverso da Turno e Ramnete, mentre lo accomunano a loro tante virtù, tra cui l'eroismo in guerra e la reverenza verso gli dei. 
Degna di nota, poi, l'assonanza del nome dell'augure con una delle tre tribù primitive di Roma, i 'Ramnes' (etruschi meridionali, divenuti poi latini) . La radice onomastica sembrerebbe la stessa, benché modificatasi nel tempo: in tal caso è da ritenere che Virgilio voglia sottolineare come il ricordo di Ramnete sia sopravvissuto nella memoria collettiva, il che può confermare appunto quanto di buono si trova nel personaggio nonostante l'orgoglio di cui è pieno.
Nel poema latino c'è anche spazio per una caratterizzazione dei servi, tre innominati ragazzi disposti in modo da formare un vero e proprio groviglio di corpi, per di più imprudentemente giacenti tra le armi. Ma per quanto negligenti siano, essi appaiono comunque molto fedeli al loro re: l'avverbio iuxta, ovvero 'accanto', sottolinea il senso di devozione. La posa scomposta sembrerebbe essere riconducibile agli effetti di una gozzoviglia (immagine che verrà mostrata esplicitamente per alcune delle vittime successive), per cui i buoni propositi vengono vanificati.
L'episodio di Ramnete trova una corrispondenza nel decimo libro dell'Iliade, dove il giovane re tracio Reso viene ucciso da Diomede che lo sorprende con la spada mentre dorme: comune a entrambi i personaggi è anche il dettaglio del respiro affannoso. Tuttavia quello di Ramnete è un sonno beato, mentre Reso è in stato di forte agitazione vedendo in sogno il proprio assassinio; in questo senso Virgilio opera uno stravolgimento, mettendo in scena un veggente incapace di prevedere la propria morte.
 " piomba su Reso il fier Tidìde, e priva   

lui tredicesmo della dolce vita.

Sospirante lo colse ed affannoso

perché per opra di Minerva apparso

appunto in quella gli pendea sul capo,

tremenda visïon, d'Enide il figlio.   " 
(Omero, Iliade, libro X, traduzione di Vincenzo Monti)
Sempre nell'Iliade è presente la figura di Ennomo, condottiero e augure misio che come Ramnete perisce senza aver previsto la propria rovina (verrà ucciso in battaglia da Achille); si tratta tuttavia soltanto di un'anticipazione della morte di questo personaggio, che doveva essere narrata in un poema successivo del ciclo troiano (perduto).
 " Dei Misi Cromi era a capo, e l'augure Ennomo

ma non per segno d'uccelli fuggì la Parca nera,

cadde sotto la mano dell'Eacide piede rapido

nel fiume, dove uccise tanti altri troiani. " 
(Omero, Iliade, libro II, traduzione di Rosa Calzecchi Onesti)

## Fortuna dell'episodio
- Il sonno di Ramnete diventa quasi proverbiale nella letteratura latina postvirgiliana; per esempio in un passo di Ovidio, che cita il giovane re italico (facendone però curiosamente un rutulo, il che sembra contraddire quanto scritto da Virgilio secondo cui il sovrano dei Rutuli era Turno) insieme al suo ascendente omerico Reso:

 "  Nec tu quam Rhesus somno meliore quiescas 

 quam comites Rhesi tum necis, ante viae, 

quam quos cum Rutulo morti Rhamnete dederunt 

impiger Hyrtacides Hyrtacidesque comes " 
(Ovidio, Ibis, vv.627-31)
" Possa tu riposare di un sonno non migliore di quello di Reso e dei guerrieri, compagni di Reso prima nel viaggio e poi nella morte, e di quelli che col rutulo Ramnete furono uccisi dal non pigro figlio di Irtaco e dal compagno del figlio di Irtaco "
(traduzione di Francesco Della Corte)
- Alla figura di Ramnete si è poi ispirato Ludovico Ariosto nell'Orlando Furioso per la caratterizzazione di Alfeo, giovane astrologo cristiano destinato anch'egli a venire sgozzato nel sonno (ad opera del saraceno Cloridano):

 " Così disse egli, e tosto il parlar tenne,

ed entrò dove il dotto Alfeo dormia,

che l'anno inanzi in corte a Carlo venne,

medico e mago e pien d'astrologia:

ma poco a questa volta gli sovenne;

anzi gli disse in tutto la bugia.

Predetto egli s'avea, che d'anni pieno

dovea morire alla sua moglie in seno:

ed or gli ha messo il cauto Saracino

la punta de la spada ne la gola. " 
(Ludovico Ariosto, Orlando Furioso, canto 18)
- In campo artistico l'assassinio del re italico e dei suoi servi è illustrato in una delle incisioni ad acquaforte di Bartolomeo Pinelli, intitolata Eurialo e Niso uccidono Ramnete e conservata presso l'Istituto d'Arte "Duccio di Buoninsegna" di Siena.

## Curiosità
- Il nome del sovrano italico è inspiegabilmente deformato in "Amnete" nella traduzione di Adriano Bacchielli (che inoltre omette lo scudiero di Remo tra le vittime):

 " Così dice, e si tace; e d'improvviso 

 assale con la spada il tronfio Amnete 

 che su cumulo folto di tappeti 

roco soffiava dai polmoni il sonno;

ed augure egli era, e a Turno caro,

ed egli stesso re; ma l'arte sua 

 non lo salvò da morte. Poi tre servi

accanto a lui sorprende, alla rinfusa 

in mezzo all'armi placidi giacenti,

e l'auriga di Remo fra i cavalli;

e taglia loro la riversa gola. " 
(traduzione di Adriano Bacchielli)
- Nella traduzione virgiliana realizzata dal latinista statunitense David Hadbawnik, i tre ragazzi al seguito di Ramnete sono presentati come suoi buffoni ("  Then he turns and stabs proud Rhamnes, who’s piled up a stack of pillows and lies snoring into the night – a king, actually, and one of Turnus’s dearest augurs. No way he could augur his way out of this. Next Nisus runs through three fools snoozing nearby "). [2]

### Fonti
- Publio Virgilio Marone, Eneide, IX 324-455.
- Ovidio, Ibis

### Traduzione delle fonti
- Publio Virgilio Marone, Eneide, traduzione a cura di Rosa Calzecchi Onesti, Torino, Einaudi 1989.
- Publio Virgilio Marone, Eneide, traduzione di Vittorio Sermonti, Milano, Rizzoli, 2007.
- Publio Virgilio Marone, Eneide, traduzione di Adriano Bacchielli, Torino, Paravia 1963.
- Ovidio, Ibis, traduzione di Francesco Della Corte, Torino, UTET 1986.